# Municipio de Emiliano Zapata (Hidalgo)
El municipio de Emiliano Zapata es uno de los ochenta y cuatro municipios que conforman el estado de Hidalgo, México. La cabecera municipal y localidad más poblada es Emiliano Zapata.
El municipio se localiza al sur oriente del territorio hidalguense entre los paralelos 19°35′ y 19°44′ de latitud norte; los meridianos 98°31′ y 98°41′ de longitud oeste; con una altitud entre 2400 y 3100 m s. n. m. Este municipio cuenta con una superficie de 123.00 km², y representa el 0.59 % de la superficie del estado; dentro de la región geográfica denominada como Altiplanicie pulquera.
Colinda al norte con el estado de México y el municipio de Tepeapulco; al este con el municipio de Apan y el estado de Tlaxcala; al sur con el estado de Tlaxcala; al oeste con el estado de México.

## Toponimia
Se le dio el nombre Emiliano Zapata en honor al caudillo de la Revolución mexicana.

## Geografía

### Relieve e hidrográfica
En cuanto a fisiografía se encuentra dentro de la provincia del Eje Neovolcánico; dentro de la subprovincia Lagos y Volcanes de Anáhuac. Su territorio es lomerío (80.0%) y llanura (20.0%).
En cuanto a su geología corresponde al periodo cuaternario (65.18%) y neógeno (33.0%). Con rocas tipo ígnea extrusiva: basalto (37,0%), toba intermedia (24,0%), andesita (5.0%), riodacita (4,0%), basalto – brecha volcánica básica (2,0%) y brecha volcánica básica (1,0%); Suelo: aluvial (25,18%). En cuanto a edafología el suelo dominante es phaeozem (70,18%), durisol (21,0%) y leptosol (7,0%).
En lo que respecta a la hidrología se encuentra posicionado en la región hidrológica del Pánuco; en la cuenca del río Moctezuma; dentro de la subcuenca lagunas de Tochac y Tecocomulco (94,0%) y río Tezontepec (6,0%). También cuenta con algunos pozos, manantiales y presas.

### Clima
En el territorio municipal se encuentran los siguientes climas con su respectivo porcentaje: Templado subhúmedo con lluvias en verano, humedad media (85.0%) y templado subhúmedo con lluvias en verano, de menor humedad (15.0%).

### Ecología
La flora formada principalmente de maguey y nopal así como de cactus, arbustos leñosos de diversos tipos o matorrales, árboles de pirul, capulín además de contar con diferentes árboles frutales y una gran cantidad de hierbas silvestres. En cuanto a fauna se encuentran conejo, liebre, ardilla, tuza, coyote, venado, tlacuache, armadillo, hurón, zorrillo, cacomixtle, palomas de diferentes especies como patos, garzas, chichicuilote, agachón, tordo, tórtola, tecolote, quebrantahuesos, gorrión y una variedad de reptiles, insectos y arácnidos.

## Demografía

### Población
De acuerdo a los resultados que presentó el Censo Población y Vivienda 2020 del INEGI, el municipio cuenta con un total de 15 175 habitantes, siendo 7338 hombres y 7837 mujeres. Tiene una densidad de 123,4 hab/km², la mitad de la población tiene 30 años o menos, existen 93 hombres por cada 100 mujeres.
El porcentaje de población que habla alguna lengua indígena es de 0,34 %, y el porcentaje de población que se considera afromexicana o afrodescendiente es de 2,34 %. Tiene una tasa de alfabetización de 99,1 % en la población de 15 a 24 años, de 95,6 % en la población de 25 años y más. El porcentaje de población según nivel de escolaridad, es de 3,9 % sin escolaridad, el 55,7 % con educación básica, el 26,0 % con educación media superior, el 14,3 % con educación superior, y 0,1 % no especificado.
El porcentaje de población afiliada a servicios de salud es de 74,3 %. El 63,2 % se encuentra afiliada al IMSS, el 29,3 % al INSABI, el 4,7 % al ISSSTE, 1,4 % IMSS Bienestar, 0,6 % a las dependencias de salud de PEMEX, Defensa o Marina, 1,5 % a una institución privada, y el 0,4 % a otra institución. El porcentaje de población con alguna discapacidad es de 6,2 %. El porcentaje de población según situación conyugal, el 35,3 % se encuentra casada, el 31,3 % soltera, el 19,5 % en unión libre, el 6,3 % separada, el 2,1 % divorciada, el 5,4 % viuda.
Para 2020, el total de viviendas particulares habitadas es de 4158 viviendas, lo que representa el 0,5 % del total estatal. Con un promedio de ocupantes por vivienda 3,6 personas. Predominan las viviendas con tabique y block. En el municipio para el año 2020, el servicio de energía eléctrica abarca una cobertura del 99,1 %; el servicio de agua entubada un 76,9 %; el servicio de drenaje cubre un 99,1 %; y el servicio sanitario un 99,2 %.

### Localidades
Para el año 2020, de acuerdo al Catálogo de Localidades, el municipio cuenta con 17 localidades.
| Código INEGI | Localidad               | Población (2020) | Porcentaje (%) | Ámbito Población | Categoría Población |
| ------------ | ----------------------- | ---------------- | -------------- | ---------------- | ------------------- |
| 130210001    | Emiliano Zapata         | 9584             | 63.16          | Urbano           | Cabecera municipal  |
| 130210005    | Santa Bárbara           | 2039             | 13.44          | Rural            | Comunidad           |
| 130210006    | Santa Clara             | 1775             | 11.70          | Rural            | Comunidad           |
| 130210011    | José María Morelos      | 1545             | 10.18          | Rural            | Comunidad           |
| 130210031    | Demetrio Martínez       | 54               | 0.36           | Rural            | Ranchería           |
| 130210038    | Ampliación Cuauhtémoc   | 44               | 0.29           | Rural            | Ranchería           |
| 130210037    | Rafael Franco [Colonia] | 43               | 0.28           | Rural            | Ranchería           |
| 130210022    | La Palma                | 23               | 0.15           | Rural            | Ranchería           |
| 130210026    | Los Corrales            | 16               | 0.11           | Rural            | Ranchería           |
| 130210035    | Los Pinos               | 16               | 0.11           | Rural            | Ranchería           |
| 130210041    | Bodegas de los Montes   | 9                | 0.06           | Rural            | Ranchería           |
| 130210039    | El Llano (San Isidro)   | 6                | 0.04           | Rural            | Ranchería           |
| 130210013    | Hacienda Santa Clara    | 6                | 0.04           | Rural            | Ranchería           |
| 130210040    | San Sebastián           | 6                | 0.04           | Rural            | Ranchería           |
| 130210019    | El Dorado [Rancho]      | 5                | 0.03           | Rural            | Ranchería           |
| 130210028    | El Durazno              | 3                | 0.02           | Rural            | Ranchería           |
| 130210002    | Malpaís                 | 1                | 0.01           | Rural            | Ranchería           |

## Política
Se erigió como municipio a partir del 11 de noviembre de 1942. El Honorable Ayuntamiento está compuesto por: un presidente municipal, un síndico y ocho regidores. De acuerdo al Instituto Nacional electoral (INE) el municipio está integrado 8 secciones electorales, de la 0350 a la 0357. Para la elección de diputados federales a la Cámara de Diputados de México y diputados locales al Congreso de Hidalgo, se encuentra integrado al VII Distrito Electoral Federal de Hidalgo y al X Distrito Electoral Local de Hidalgo. A nivel estatal administrativo pertenece a la Macrorregión II y a la Microrregión XVII, además de a la Región Operativa V Apan.

### Cronología de presidentes municipales
| Periodo                  | Nombre                          | Afiliación política        |
| ------------------------ | ------------------------------- | -------------------------- |
| 1943                     | Braulio Salgado García          | -                          |
| 1944-1945                | Manuel Barrios Hernández        | -                          |
| 1946                     | Rafael Camacho Campuzano        | -                          |
| 1947-1948                | Luis del Río Vilchis            | -                          |
| 1949-1951                | Filemón Pérez Contreras         | -                          |
| 1952-1954                | Santos Flores Pérez             | -                          |
| 1955-1957                | Filemón Pérez Contreras         | -                          |
| 1958                     | Oscar Castillo Caubet           | -                          |
| 1959-1960                | Teodoro Roldan Ávila            | -                          |
| 1961-1963                | Rosendo Flores Pérez            | -                          |
| 1964-1966                | Guillermo Ramírez Ángel         | -                          |
| 1967-1970                | Francisco Puerto Espejel        | -                          |
| 1970-1973                | Ricardo Veloz Escalante         | -                          |
| 1973-1976                | Evaristo Brianza Hernández      | -                          |
| 1976-1979                | Francisco Eduardo Ramírez Sauza | -                          |
| 1979-1982                | Ubaldo Valdés Zamora            | -                          |
| 1982-1985                | Leobardo Hernández Juárez       | -                          |
| 1985-1987                | Jaime Malvaez Guevara           | -                          |
| 1988-1990                | Fernando Hernández Ramírez      | -                          |
| 1991-1994                | Evencio López Espejel           | -                          |
| 16/01/1994 al 15/01/1997 | Raymundo Álvarez Guerrero       | PRI                        |
| 16/01/1997 al 15/01/2000 | José Luis Yáñez Avilés          | PRI                        |
| 16/01/2000 al 15/01/2003 | Humberto Vergara Espinoza       | PRI                        |
| 16/01/2003 al 15/01/2006 | Jeronimo Gelacio Ortiz Islas    | PRI                        |
| 16/01/2006 al 15/01/2009 | Bulmaro Torres Rosales          | PRD                        |
| 16/01/2009 al 13/08/2009 | José Alejandro Reyes Ortega     | Concejo Municipal Interino |
| 14/08/2009 al 15/01/2012 | Antonio Espinoza Espinoza       | PVEM                       |
| 16/01/2012 al 04/09/2016 | Alejandro González Méndez       | PRI                        |
| 05/09/2016 al 04/09/2020 | Antonio Espinoza Espinoza       | MC                         |
| 05/09/2020 al 14/12/2020 | Leoncio Salgado García          | Concejo Municipal Interino |
| 15/12/2020 al 04/09/2024 | Héctor Antonio García Aguilera  | PNAH                       |
| 05/09/2024 al 04/09/2027 | Nelyda Hernández Palomares      | Morena                     |

## Economía
En 2015 el municipio presenta un IDH de 0.759 Alto, por lo que ocupa el lugar 20° a nivel estatal; y en 2005 presentó un PIB de $729 546 799 pesos mexicanos, y un PIB per cápita de $59 269 (precios corrientes de 2005).
De acuerdo con el Consejo Nacional de Evaluación de la Política de Desarrollo Social (Coneval), el municipio registra un Índice de Marginación Muy Bajo; el 44,3% de la población se encuentra en pobreza moderada y 5,3% se encuentra en pobreza extrema. En 2015, el municipio ocupó el lugar 8 de 84 municipios en la escala estatal de rezago social.
A datos de 2015, en materia de agricultura, los principales cultivos que se cosechan son maíz grano, cebada grano, avena grano y el maguey pulquero sumando en total 2320 hectáreas cosechadas. En ganadería se cría ganado bovino de carne y leche, el cual cuenta con
una población de 492 cabezas, caprino con 844 cabezas, porcino con 536 cabezas y ovino con 7454 cabezas. En relación con la avicultura, en algunas localidades del Municipio se cuenta con aves de postura y engorde, con una población de 5,659 aves de corral.
También encontramos una tienda Diconsa, y dos lecherías Liconsa, existe un mercado; cuentan además con cinco tianguis que se instalan en diferentes comunidades. Para 2015 existían en Emiliano Zapata 630 unidades económicas que generaban empleos para 1304 personas.
De acuerdo con cifras al año 2015 presentadas en los censos económicos por el INEGI, la Población Económicamente Activa (PEA) de 12 años y más del municipio asciende a 5448, de las que 5164 se encuentran ocupadas y 284 están desocupadas. El 5,58% pertenece al sector primario, el 45,6% pertenece al sector secundario y el 47,4% pertenece al sector terciario.